# Bokermannohyla itapoty
Espèce
Statut de conservation UICN

 LC  : Préoccupation mineure
Bokermannohyla itapoty est une espèce d'amphibiens de la famille des Hylidae.

## Répartition
Cette espèce est endémique de l'État de Bahia au Brésil. Elle se rencontre de 500 à 1 300 m d'altitude dans le Parc national de la Chapada Diamantina dans la municipalité de Lençóis, ainsi que dans les municipalités de Andaraí, de Mucugê et de Palmeiras,.

## Publication originale
- Lugli & Haddad, 2006 : New Species of Bokermannohyla (Anura, Hylidae) from Central Bahia, Brazil. Journal of Herpetology, vol. 40, no 1, p. 7-15.